# Zelenîi Hai, Bârzula
Zelenîi Hai (în ucraineană Зелений Гай) este un sat în comuna Balta din raionul Bârzula, regiunea Odesa, Ucraina.

## Demografie
Componența lingvistică a localității Zelenîi Hai
     Ucraineană (100%)
Conform recensământului din 2001, toată populația localității Zelenîi Hai era vorbitoare de ucraineană (100%).